# Jakowlew Jak-20
Die Jakowlew Jak-20 (russisch Яковлев Як-20) ist ein sowjetisches Schulflugzeug, das zum Ende der 1940er Jahre für die Grundausbildung entwickelt wurde, aber zugunsten der Jak-18 nicht in die Serienproduktion ging.

## Entwicklung
Obwohl die Jak-18 als Nachfolgerin der UT-2 zum Standardflugzeug für die Anfängerschulung bestimmt worden war und sich seit 1947 in der Massenproduktion befand, begann das Konstruktionsbüro von Alexander Jakowlew am Ende des Jahrzehnts, ohne dass ein staatlicher Auftrag erteilt worden wäre, in Eigeninitiative an einem weiteren Entwurf zu arbeiten, vorgeblich, um die immer noch zahlreich in den etwa 250 Aeroklubs der Sowjetunion vorhandenen Doppeldecker vom Typ Po-2 zu ersetzen. Allerdings wurde der Entwurf moderner und im Gegensatz zu der über große Teile mit Stoff bespannten Jak-18 vollständig aus Metall gehalten. Als weitere Besonderheit wurde entschieden, die beiden Pilotensitze nicht wie üblich hinter-, sondern nebeneinander anzuordnen. Jakowlew konnte dafür auf die Erfahrungen zurückgreifen, die er mit seinem in den 1930er Jahren gebauten „Luftauto“ AIR-11 bzw. dessen viersitziger Weiterentwicklung AIR-16 gewonnen hatte. Ein großes Augenmerk wurde auf gutmütige Flugeigenschaften und eine möglichst einfache Konstruktion gelegt. Aus letzterem Grund wurden auch die auf Anraten des ZAGI beim ersten Prototypen anfangs eingebauten Vorflügel wieder entfernt. Nach einer kurzen, nur wenige Monate umfassende Entwicklungs- und Bauphase begann der als 20-01 betitelte erste Prototyp am 18. Oktober 1949 die werkeigene Erprobung. Im Januar 1950 begannen die staatlichen Tests, die äußerst unbefriedigend verliefen. Zwar war das Flugzeug wie berechnet leicht zu fliegen, was auch Figuren des einfachen Kunstflugs einschloss, jedoch wurden die zu geringe Reichweite und Geschwindigkeit bemängelt. Außerdem arbeitete der Antrieb nicht fehlerfrei: das Motoröl wurde zu heiß während die Zylinder keine optimale Betriebstemperatur erreichten. Der zweite Prototyp 20-02 wurde überarbeitet und über 50 Änderungen vorgenommen, wovon die optisch augenscheinlichsten einen geänderten Stirnkühler betrafen. 1951 erfolgte die erneute Abnahme, die aber wiederum enttäuschte. Das Flugzeug besaß ein zu kompliziertes Startverhalten und schlechte Kunstflugeigenschaften. Auch erwies sich das Triebwerk als zu schwach. Es wurde deshalb kein Serienauftrag erteilt und die weitere Entwicklung eingestellt. Das Konzept einer Kabine mit nebeneinander liegenden Pilotensitzen wurde von Jakowlew erst Jahre später mit der Jak-18T, die im Sommer 1967 erstmals flog, verwirklicht.

## Konstruktion
Die Jak-20 ist ein freitragender Tiefdecker in Ganzmetallbauweise mit trapezförmigen Tragflächen und einem Normalleitwerk, dessen Höhenflosse abgestrebt ist. Das Fahrwerk ist nicht einziehbar und in Heckradkonfiguration ausgeführt.

## Technische Daten
| Kenngröße               | Daten                                                                                    |
| ----------------------- | ---------------------------------------------------------------------------------------- |
| Besatzung               | 1–2                                                                                      |
| Spannweite              | 9,55 m                                                                                   |
| Länge                   | 7,06 m                                                                                   |
| Höhe                    | 2,25 m                                                                                   |
| Flügelfläche            | 15,00 m²                                                                                 |
| Leermasse               | 470 kg                                                                                   |
| Startmasse              | 700 kg                                                                                   |
| Antrieb                 | ein luftgekühlter Fünfzylinder-Sternmotor AI-10 mit Zweiblatt-Verstellluftschraube W-515 |
| Leistung                | 60 kW (82 PS)                                                                            |
| Höchstgeschwindigkeit   | 170 km/h                                                                                 |
| Landegeschwindigkeit    | 60 km/h                                                                                  |
| Gipfelhöhe              | 2700 m                                                                                   |
| Reichweite              | 525 km                                                                                   |
| Start-/Landerollstrecke | 70 m / 80 m                                                                              |

## Sonstiges
Die erste Bugradausführung der Jak-18, die Jak-18A, wurde auch als Jak-20 bezeichnet, ist aber mit dem hier beschriebenen Muster nicht identisch.